# World Boxing Organization
World Boxing Organzation (forkortet WBO) er et bokseforbund, der autoriserer professionelle boksekampe om VM-titler i de enkelte vægtklasser indenfor boksesporten. WBO anses som det ene af de fire førende bokseforbund sammen med World Boxing Association (WBA), World Boxing Council (WBC) og  International Boxing Federation (IBF). Organisationens hovedkontor er beliggende i San Juan i Puerto Rico. Den nuværende leder af organisationen er puertorikaneren Francisco Varcarcel.

## Historie
WBO blev grundlagt i 1988 da en gruppe af puertorikanske og dominikanske forretningsfolk brød ud af WBA's årlige kongres på Isla Margarita i Venezuela som følge af uenighed om, hvilke regler organisationen skulle følge. 
WBO's første leder var Ramon Pina Acevedo fra den Dominikanske Republik, der kort efter etableringen blev afløst af den respekterede tidligere verdensmester i letsværvægt José Torres, der tidligere havde været formand for New York State Athletic Commission. Kort efter etableringen sanktionerede WBO en række VM-kampe i adskillige lande. Den første VM-kamp, der var sanktioneret af WBO blev afviklet den 4. november 1988, hvor Thomas Hearns vandt den ledige titel i Super-mellemvægt i en kamp mod James Kinchen. Den danske boksepromotor Mogens Palle arrangerede i 1989 kampe om WBO's titel i cruiservægt med den norske bokser Magne Havnå.
WBO blev etableret fem år efter etableringen af IBF som det fjerde større forbund, og havde ved etableringen vanskeligt ved at opnå generel anerkendelse som et seriøst bokseforbund. Særlig i den vigtige sværvægtsklasse havde WBO vanskeligt ved at gøre sig gældende, idet forbundets mestre Michael Moorer, Riddick Bowe og Henry Akinwande alle opgav bælterne for at kæmpe om mere prestigefyldte titler. Det anerkendte boksemagasin The Ring anerkendte ikke WBO, men alene de tre øvrige bokseforbund WBA, WBC og IBF. 
I de lettere vægtklasser havde WBO dog noget større succes med at opnå anerkendelse. I løbet af 1990'erne anerkendte WBO boksere som Chris Eubank, Dariusz Michalczewski, Johnny Tapia og Naseem Hamed, der bibragte WBO-titlen en vis prestige.  WBO blev også gjort bredere anerkendt af boksere som Marco Antonio Barrera, Oscar De La Hoya, Nigel Benn, Ronald "Winky" Wright, Joe Calzaghe og Wladimir Klitschko, der alle vandt WBO-titler.
WBO vandt hurtigere anerkendelse i Europa end i USA (bl.a. grundet IBF's stærke amerikanske forankring), og WBO's mestre klarede sig udmærket i kampe mod mestre fra de øvrige bokseforbund. I begyndelsen af 2000'erne var WBO generelt anerkendt bokseforbund på linje med de tre øvrige forbund. 
Japanske boksere var i mange år afskåret af det japanske bokseforbund JPC fra at kæmpe om WBO-bælter på samme måde som de var afskåret fra at kæmpe om IBF-bæler. Japanske boksere opnåede først mulighed for at deltage i WBO-kampe i 2012.

## Kritik

### Første sværvægtsmestre
Da IBF blev grundlagt i 1983, opnåede IBF hurtigt anerkendelse ved at anerkende den daværende generelt anerkendte bedste sværvægter Larry Holmes som IBF's verdensmester i klassen. Ved WBO's grundlæggelse var Mike Tyson ubestridt verdensmester i sværvægtsklassen, men WBO valgte i stedet i 1989 at arrangere en kamp mellem to forholdsvis ukendte sværvægtsboksere om WBO's version af sværvægtsmesterskabet, Francesco Damiani og Johnny DuPlooy. Damiani vandt, men havde særdeles vanskeligt ved at blive taget seriøst som sværvægtsmester, hvilket i høj grad var med til at give WBO-bæltet et mindre seriøst skær.
Den efterfølgende sværvægtsmester Ray Mercer opgav frivilligt WBO-titlen for at møde den aldrende ex-mester Larry Holmes på 42 år i en ikke-titelkamp. Mercer blev udbokset af Holmes, hvilket ikke bibragte WBO-titlen prestige. Næste verdensmester Michael Moorer opgav hurtigt titlen frivilligt for at komme i betragtning på verdensranglisterne for de øvrige tre bokseforbund og næste verdensmester blev Tommy Morrison, der tidligere var blevet slået ud af Moorer. 
Først i slutningen af 1990'erne opnåede WBO's sværvægtstitel en nogenlunde anerkendelse med Vitali Klitschko som mester.

### Fratagelse af titlen i stråvægt
Den 23. august 1997 vandt WBC stråvægt-mesteren Ricardo López også WBO's stråvægt-bælte, da han slog puertorikaneren Alex Sánchez ud. Efter kampen udtalte Lopez til en mexikansk avis, at han ville forære sin far det vundne WBO-bælte, da faren altid havde været en stor boksefan. WBO's leder Francisco Varcarcel udtalte herefter, at han anså dette som en opgivelse af titlen, hvorefer WBO på trods af Lopez' protester arrangerede en kamp mellem to andre boksere om den ledige titel. WBO havde ikke foretaget høring af Lopez.

### Optagelse af død bokser på verdensranglisten
WBO rykkede to gange i 2001 bokseren Darrin Morris op ad verdensranglisten i supermellemvægt på trods af, at Morris var død. Morris var nr. 7 på verdensranglisten, da han døde og nåede op på en 5. plads, inden det gik op for WBO, at bokseren var død. Han var placeret på ranglisten i 4 måneder efter han døde. Varcarcel forsvarede sig med, at andre bokseforbund også begik fejl. En uge efter at historien havde rullet i medierne, først i den britiske avis The Independent, var den ene af WBO's medarbejdere med ansvar for ranglister fortsat ikke bekendt med, at Morris var død.

## Eksterne links
- World Boxing Organization official website
- All-time WBO World champions - Reference book